# Bunjak
Bunjak is een plaats in de gemeente Sveti Ivan Zelina in de Kroatische provincie Zagreb. De plaats telt 135 inwoners (2001).